# Liste der Bodendenkmäler in Geretsried
Auf dieser Seite sind die Bodendenkmäler in der oberbayerischen Stadt Geretsried zusammengestellt. Diese Tabelle ist eine Teilliste der Liste der Bodendenkmäler in Bayern. Grundlage ist die Bayerische Denkmalliste, die auf Basis des Bayerischen Denkmalschutzgesetzes vom 1. Oktober 1973 erstmals erstellt wurde und seither durch das Bayerische Landesamt für Denkmalpflege geführt wird. Die folgenden Angaben ersetzen nicht die rechtsverbindliche Auskunft der Denkmalschutzbehörde.

## Bodendenkmäler in Geretsried
| Lage                               | Objekt | Akten-Nr.     | Bild           |
| ---------------------------------- | --- | ------------- | -------------- |
| (Standort)                         | Reihengräberfeld des frühen Mittelalters. | D-1-8034-0103 |                |
| (Standort)                         | Körpergräber des frühen Mittelalters. | D-1-8134-0011 |                |
| (Standort)                         | Tuffplatten- und Körpergräber des frühen Mittelalters. | D-1-8134-0075 |                |
| Nähe Bundesstraße 11 (Standort)    | Untertägige mittelalterliche und frühneuzeitliche Befunde im Bereich der katholischen Kapelle St. Nikolaus in Geretsried und ihrer Vorgängerbauten mit aufgelassenem Friedhof. | D-1-8134-0076 | weitere Bilder |
| Wolfratshauser Straße 1 (Standort) | Untertägige mittelalterliche und frühneuzeitliche Befunde im Bereich der katholischen Filialkirche St. Benedikt in Gelting und ihrer Vorgängerbauten.                          | D-1-8134-0078 | weitere Bilder |